# Бріскман Михайло Аронович
Бріскман Михайло Аронович (псевдонім - Мойсей Аронович) (нар. 11 серпня 1904, Санкт-Петербург — пом. 28 травня 1975, Бердичів) — російський бібліограф, бібліотекознавець, літературознавець, історик російської літератури. 

## Життєпис
Народився 11 серпня 1904 року в сім'ї інженерів. Середню освіту здобув в Єлисаветградській гімназії, потім, коли сім'я переїхала в Тифліс (1917) – в технікумі. У 1922-1926 роках навчався на словесному відділенні історично-філософського факультету  Азербайджанського університету. На першому і другому курсах слухав лекції В’ячеслава Іванова з історії грецької і римської літератури, релігії. Літературно-бібліографічну школу пройшов у семінарії А. В. Багрія. Брав участь у складанні вказівки «Матеріали до бібліографії Азербайджану» (1924-1926) і «Формальний метод в літературі» (1924). Одночасно заробляв уроками, працював в книжному магазині, де, по згадках його сестри, зустрічався з В. В. Маяковським (лютий 1926). Був учасником поетичного огляду «Чаша». 
У 1927 переїхав до Санкт-Петербургу і до призову на воєнну службу працював в Бібліотечному колекторі Леногіза. У 1929-1931 роках працював на бібліотечно-адміністративній роботі в кооперативній установах. Брав участь в складі «Супутника читача», підготував кілька вказівок для журналу «На допомогу передвижників» (1930-1932), «Будь готовий до оборони» (1931). 
У 1931 році в Санкт-Петербурзькому Бібліографічному центрі виступив з доповіддю «Принципи побудови рекомендаційної рецензії. Спірні питання рекомендаційної бібліографії », відстоював ідею Н. М. Сомова про «Критичну бібліографію» (1928). Викладав в Книжковому технікумі «введення в бібліографію» і «бібліографію художньої літератури ».
У 1938 році виступив з доповіддю «Державна публічна бібліотека і бібліографія російської книги», де підбивалися підсумки п'ятиріччя роботи по бібліографічній підготовці друкованої картки.
З 25 квітня по 10 травня 1940 року Бріксман був відряджений в місто Виборг «для організації роботи по відновленню Міської бібліотеки і охорони безхазяйного книжкового майна». 
19 березня 1942 року звільнився з Бібліотеки в зв'язку з евакуацією в Баку, де викладав в університеті, будучи директором Фундаментальної бібліотеки університету. 
У серпні 1944 року повернувся в Ленінград і з 26 серпня був зарахований на посаду заступника завідувача ОК ПБ в якості головного бібліотекаря.
У 1948 році очолив Відділення бібліотекознавства із залишенням на посаді головного бібліографа КБО, але вже з 1 березня був відсторонений від керівництва. 15 червня був переведений у Відділення каталогізації. З середини червня 1949 року Бріскман почав працювати за сумісництвом в ЛДБІ, де будучи доцентом вів курс загальної бібліографії. Паралельно працював над кандидатською дисертацією «Проблеми методики бібліографії художньої літератури». З 1 березня 1951 працював педагогом в Інституті ім. Крупської.
У ЛДБІ Бріскман працював на кафедрі бібліографії. У сферу його наукових інтересів входили проблеми теорії, історії та методики бібліографії, проблеми літературної бібліографії реферування. У останні роки життя виступав з проблемами соціальної інформатики, був її противником. Перейшовши в Інститут, Бріскман змінив тему кандидатської дисертації і 12 червня 1956 року захистив дослідження про В. Г. Анастасевич. 
Найбільш значними роботами Бріксмана були також «Складання бібліографічних посібників» (у співавторстві з М. П. Бронштейн, 1964) і вийшов під його редакцією підручник «Бібліографія. Загальний курс» (разом з А. Д. Ейхенгольц, 1969). 
Разом із В.П. Леоновим Михайло Бріскман видав посібник «Сучасний стан теорії і практики реферування» за редакцією Навчально-технічної бібліотеки СССР. 